# Ergys Kace
Ergys Kace (Korçë, Albània, 8 de juliol de 1993) és un futbolista albanès, naturalitzat grec. Juga de volant i el seu actual equip és el FK Panevėžys de la A lyga de Lituania.

## Clubs
| Club             | País   | Any   |
| ---------------- | ------ | ----- |
| PAOK Salònica FC | Grècia | 2010- |